# Мидфилд (Алабама)
Мидфилд (енгл. Midfield) град је у америчкој савезној држави Алабама. По попису становништва из 2010. у њему је живело 5.365 становника.

## Демографија
Према попису становништва из 2010. у граду је живело 5.365 становника, што је 261 (4,6%) становника мање него 2000. године.
| Група             | 2000.         | 2010.         |
| Белци             | 2.207 (39,2%) | 845 (15,8%)   |
| Афроамериканци    | 3.347 (59,5%) | 4.379 (81,6%) |
| Азијати           | 24 (0,4%)     | 12 (0,2%)     |
| Хиспаноамериканци | 8 (0,1%)      | 77 (1,4%)     |
| Укупно            | 5.626         | 5.365         |